# Dwight Harris
Specijalni agent Dwight Harris fiktivni je lik iz HBO-ove televizijske serije Obitelj Soprano kojeg je glumio Matt Servitto. On je agent FBI-a zadužen za slučaj Tonyja Soprana. Dok je u prvih pet sezona bio manji lik, u šestoj je sezoni postao središnja figura kao Sopranov saveznik u ratu protiv Phila Leotarda.

## Životopis
Harris je agent FBI-a specijaliziran za istraživanje zločinačke obitelji DiMeo/Soprano. Istražujući obitelj, razvija neku vrstu prijateljskog odnosa s nekim njezinim članovima, posebno Tonyjem Sopranom. Vrativši se u Sjedinjene Američke Države nakon službe u protuterorističkoj jedinici u Pakistanu, Harris često navraća u Satriale's, zbog poznate hrane, ali i društva. Kako se fokusirao na terorizam, čini se kako on i Tony razvijaju iskreno prijateljstvo. U epizodi "Kaisha", Harris se pojavljuje u Satriale'su kako bi obavjestio Tonyja da bi se netko iz njegove ekipe mogao naći u opasnosti.
Kasnije sa svojim partnerom, agentom Goddardom, prilazi Tonyju u njegovu domu, zatraživši od njega da mu prenese informacije o terorizmu ako naiđe na njih u svojem poslu. Tony isprva odbije suradnju, ali se predomisli nakon što posumnja da su dva muslimana redovna posjetitelja Bada Binga, koja su plaćala Christopheru Moltisantiju za ukradene brojeve kreditnih kartica, umiješana u terorističke aktivnosti. Tony predaje Harrisu njihova imena i brojeve mobitela, a ovaj mu zauzvrat obećava da će napisati pismo o Tonyjevoj pomoći koje će biti umetnuto u Tonyjev dosje da sudac razmotri pri osudi ako bi Tony ikad bio osuđen. Kasnije kaže Tonyju da im je doušnik iz ekipe Phila Leotarda rekao da se Tony nalazi na meti obitelji Lupertazzi. Harris se sastaje s Tonyjem, koji mu ponudi ime banke muslimana. Zauzvrat, Harris kaže Tonyju kako je Leotardo koristio telefonsku govornicu u Oyster Bayu.  Nakon što agent Goddard kasnije obavještava o Leotardovu ubojstvu, Harris se raduje uspjehu svoje spletke.

## Vanjske poveznice
- Dwight Harris u internetskoj bazi filmova IMDb-u